# 14 de dezembro
14 de dezembro é o 348.º dia do ano no calendário gregoriano (349.º em anos bissextos). Faltam 17 dias para acabar o ano.

## Eventos históricos

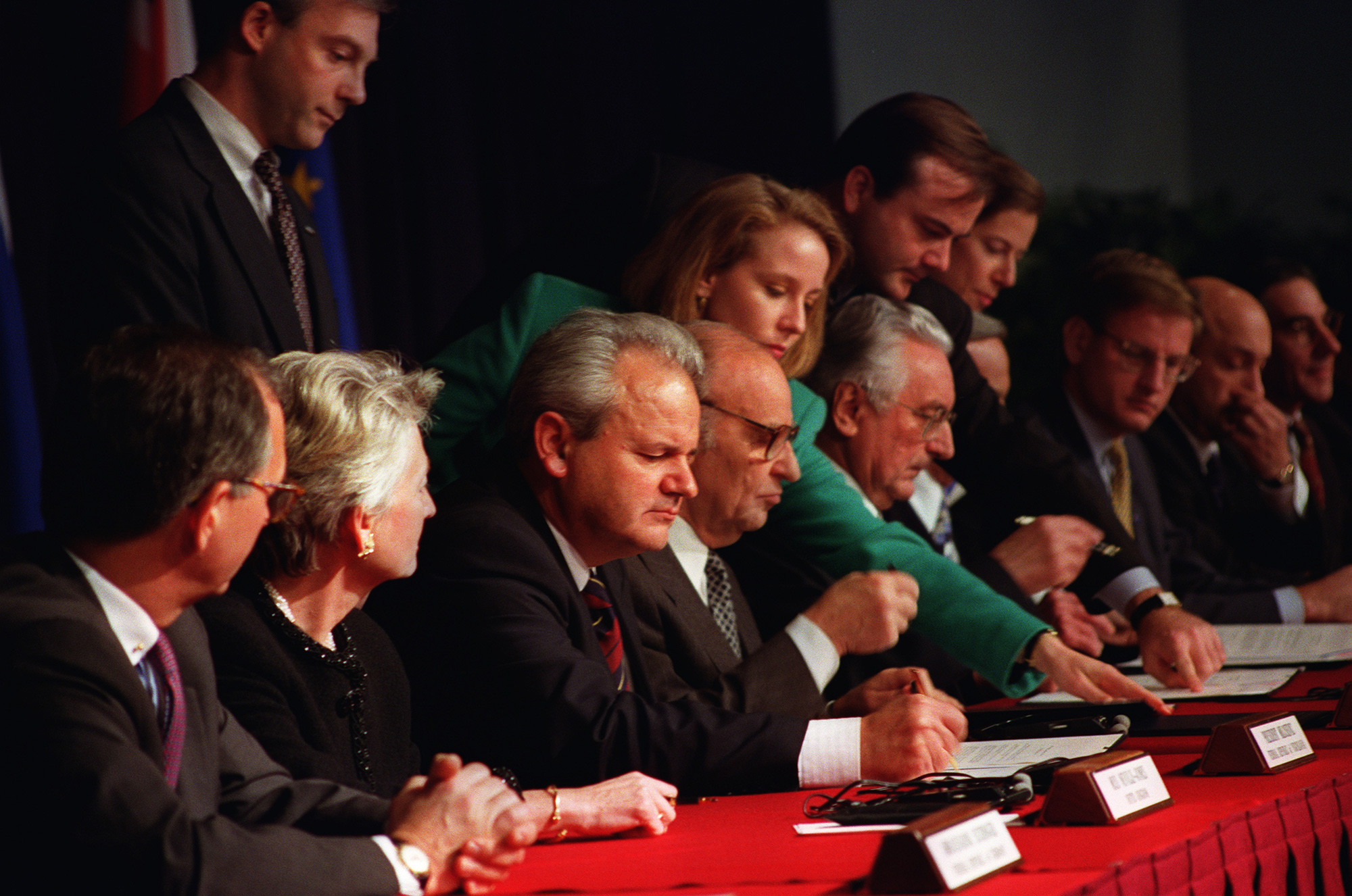
1995: Assinatura do Acordo de Dayton

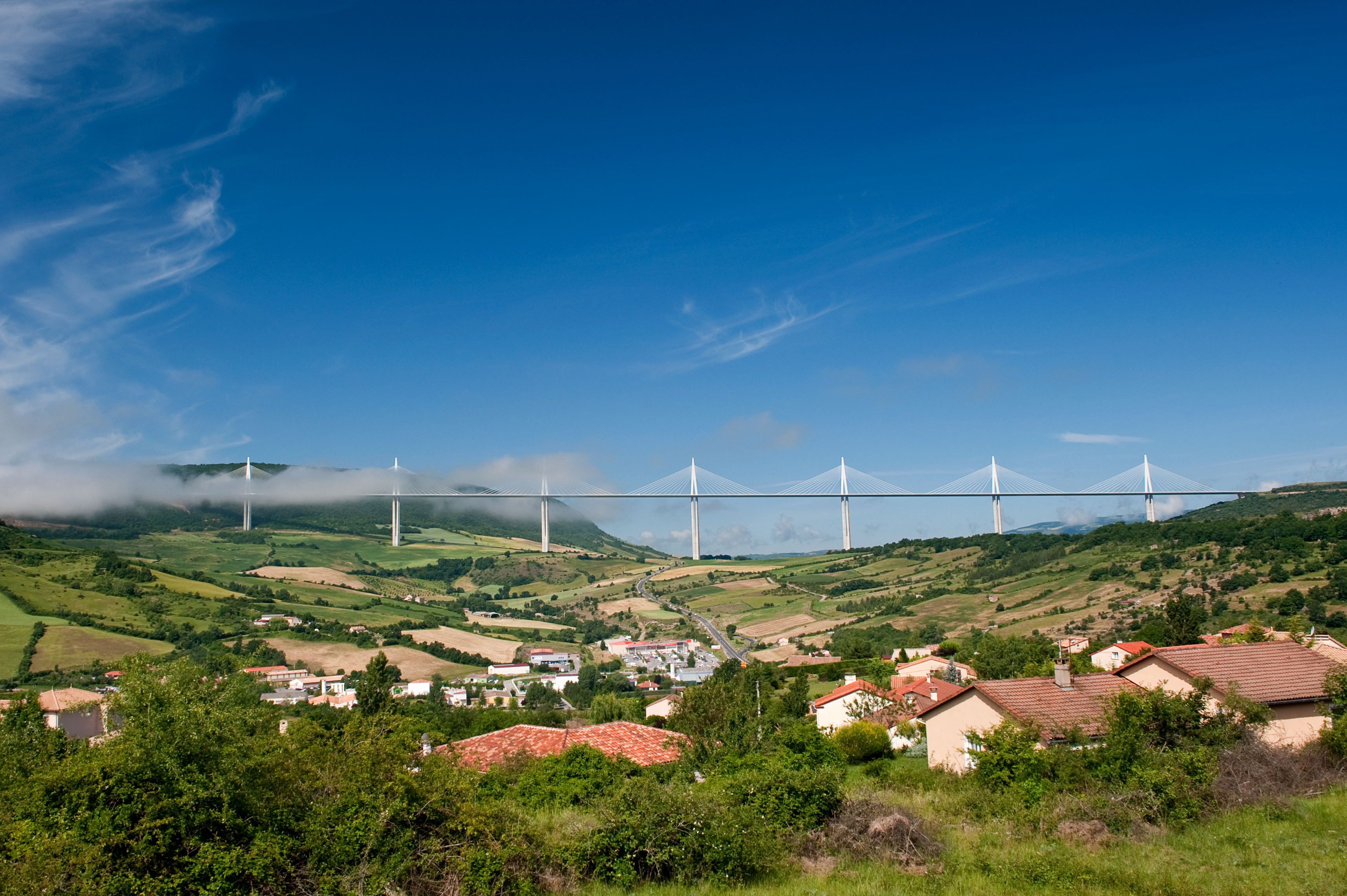
2004: Viaduto de Millau

- 0557 — Constantinopla é severamente danificada por um terremoto, que racha a cúpula de Hagia Sophia.
- 1287 — Dilúvio de Santa Lúcia: ocorre na Holanda, matando mais de 50 000 pessoas.
- 1702 — Os 47 rōnin, liderados por Oishi Yoshio, iniciam o ataque à mansão de Kira Yoshinaka para vingar a morte do seu daimyō, Asano Naganori.
- 1751 — A Academia Militar Theresiana é fundada em Wiener Neustadt, Áustria.
- 1758 — Processo dos Távoras: Teresa Leonor de Távora e seu marido são presos acusados de serem os mandantes do atentado ao rei D. José I.
- 1782 — Nos primeiros testes dos Irmãos Montgolfier, um balão de ar quente não tripulado na França flutua quase 2 km.
- 1812 — A invasão francesa da Rússia termina quando os remanescentes do Grande Armée são expulsos da Rússia.
- 1814 — Guerra de 1812: A Marinha Real Britânica assume o controle do Lago Borgne, Louisiana.[1]
- 1864 — O exército paraguaio invade a província brasileira do Mato Grosso, que resultará na Guerra do Paraguai.
- 1900 — Mecânica quântica: Max Planck apresenta uma derivação teórica de sua lei de radiação do corpo negro na Sociedade Física em Berlim.
- 1903 — Os Irmãos Wright fazem sua primeira tentativa de voar com o Wright Flyer em Kitty Hawk, Carolina do Norte.
- 1911 — A equipe de Roald Amundsen, formada por ele mesmo, Olav Bjaaland, Helmer Hanssen, Sverre Hassel e Oscar Wisting, torna-se a primeira a chegar ao Polo Sul.
- 1918
  - Frederico Carlos de Hesse, um príncipe alemão eleito pelo Parlamento da Finlândia para se tornar rei Väinö I, renuncia ao trono finlandês.
  - O presidente português Sidónio Pais é assassinado na estação ferroviária do Rossio, Lisboa.
- 1939 — A União Soviética é expulsa da Liga das Nações por sua agressão à Finlândia.
- 1940 — O plutônio (especificamente o Plutônio-238) é isolado pela primeira vez em Berkeley, Califórnia.
- 1948 — Thomas T. Goldsmith Jr. e Estle Ray Mann recebem uma patente para seu dispositivo de entretenimento com tubo de raios catódicos, o primeiro jogo eletrônico interativo conhecido.
- 1950 — Criação do Alto Comissariado das Nações Unidas para os Refugiados.
- 1955 — Albânia, Áustria, Bulgária, Camboja, Ceilão, Finlândia, Hungria, Irlanda, Itália, Jordânia, Laos, Líbia, Nepal, Portugal, Romênia e Espanha ingressam nas Nações Unidas através da Resolução 109 do Conselho de Segurança das Nações Unidas.
- 1958 — A 3ª Expedição Antártica Soviética torna-se a primeira a alcançar Polo Sul de inacessibilidade.
- 1960
  - É adotada a Convenção contra a Discriminação na Educação da UNESCO.
  - Fundação da Universidade Federal de Goiás.
- 1962 — A Mariner 2 da NASA se torna a primeira espaçonave a voar para Vênus.
- 1972 — Programa Apollo: Eugene Cernan é a última pessoa a andar na lua, depois que ele e Harrison Schmitt concluíram a terceira e última atividade extraveicular (EVA) da missão Apollo 17.
- 1981 — Conflito árabe-israelense: o Knesset de Israel ratifica a Lei das Colinas de Golã, estendendo a lei israelense às Colinas de Golã.
- 1994 — Começa a construção da barragem das Três Gargantas, no rio Yangtzé.
- 1995 — Guerra Civil Iugoslava: o Acordo de Dayton é assinado em Paris pelos líderes da República Federal da Iugoslávia, Croácia e Bósnia e Herzegovina.
- 1998 — Guerras Iugoslavas: O Exército Iugoslavo embosca um grupo de combatentes do Exército de Libertação do Kosovo que tentavam contrabandear armas da Albânia para o Kosovo, matando 36 pessoas.
- 1999 — Chuvas torrenciais causam inundações repentinas em Vargas, Venezuela, resultando em dezenas de milhares de mortes, na destruição de milhares de casas e no colapso completo da infraestrutura do estado.
- 2001 — A UNESCO designa a região vinhateira do Douro, no norte de Portugal, na lista dos locais que são Património da Humanidade.
- 2003 — O presidente paquistanês Pervez Musharraf escapa por pouco de uma tentativa de assassinato.
- 2004 — O Viaduto de Millau, a ponte mais alta do mundo, é formalmente inaugurado perto de Millau, na França.
- 2010 — TP Mazembe se torna o primeiro não sul-americano a enfrentar uma equipa europeia na final da Copa do Mundo de Clubes FIFA.
- 2012 — Tiroteio na escola primária de Sandy Hook: vinte e oito pessoas, incluindo o atirador, são mortas em Sandy Hook, Connecticut.
- 2013 — Uma tentativa de golpe relatada no Sudão do Sul leva a contínuos combates e centenas de baixas.
- 2017 — A Walt Disney Company anuncia que adquiriria a 21st Century Fox, incluindo o estúdio de cinema 20th Century Fox, por US$ 52,4 bilhões.
- 2020 — Um eclipse solar total é visível de partes do Oceano Pacífico Sul, sul da América do Sul e do Oceano Atlântico Sul.[2]

## Nascimentos

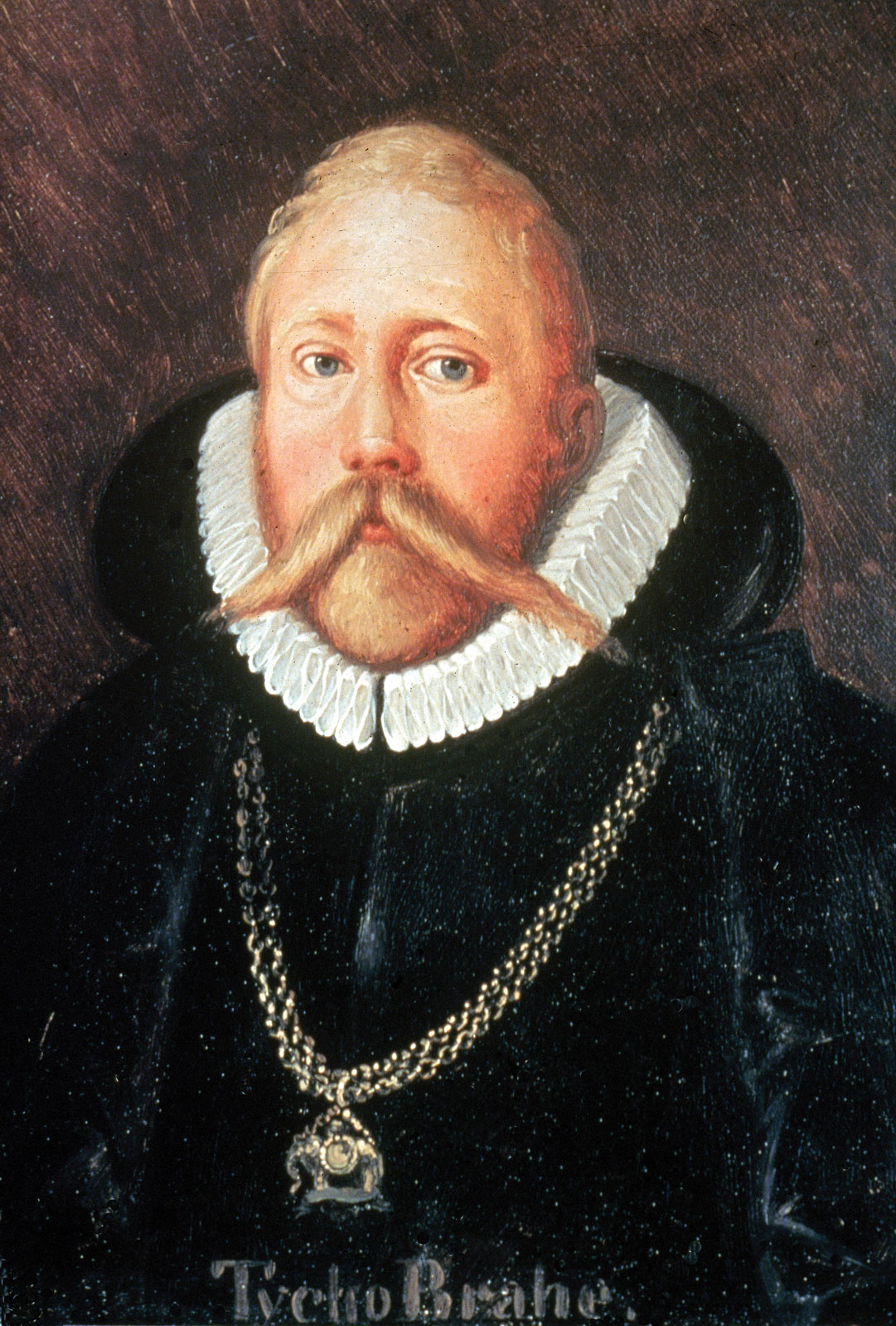
Tycho Brahe

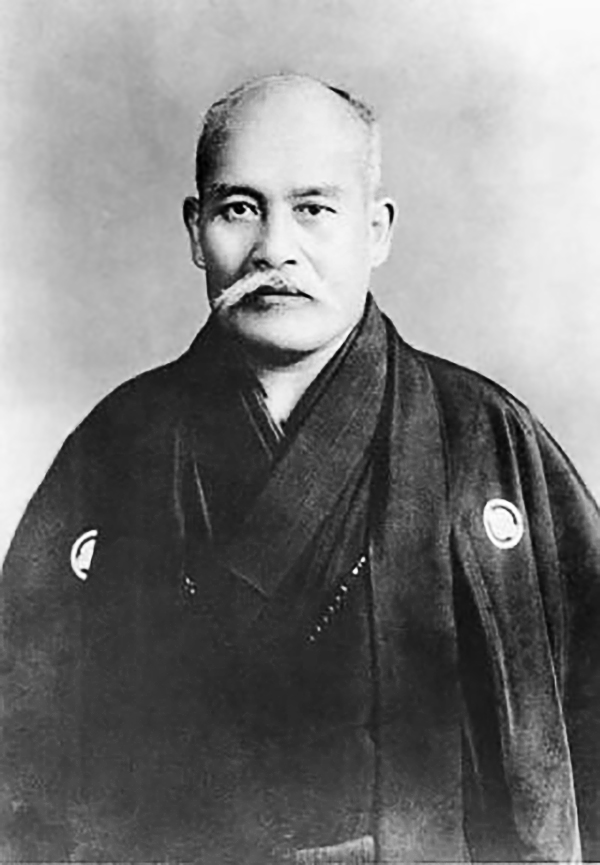
Morihei Ueshiba

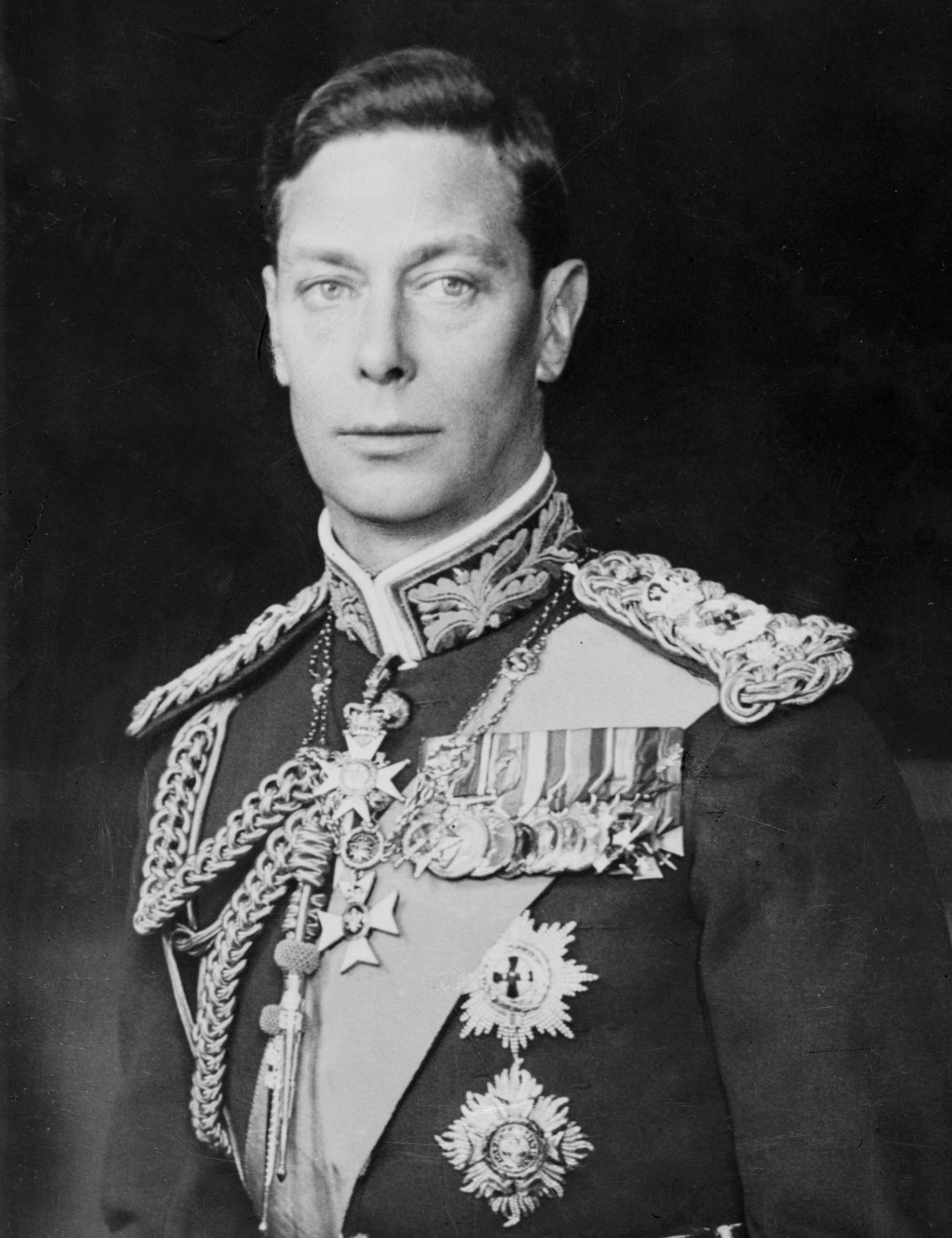
Jorge VI do Reino Unido

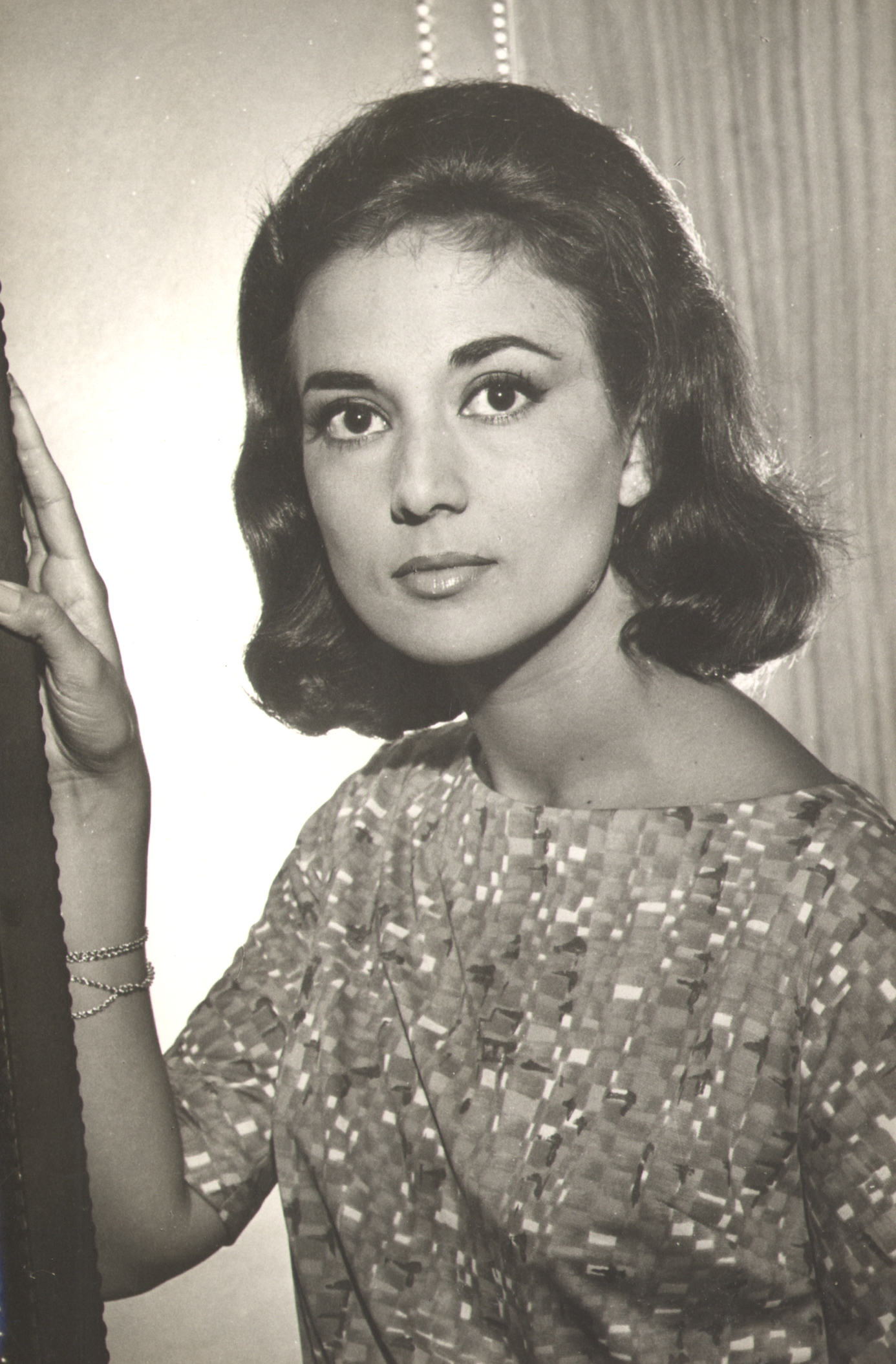
Eva Wilma

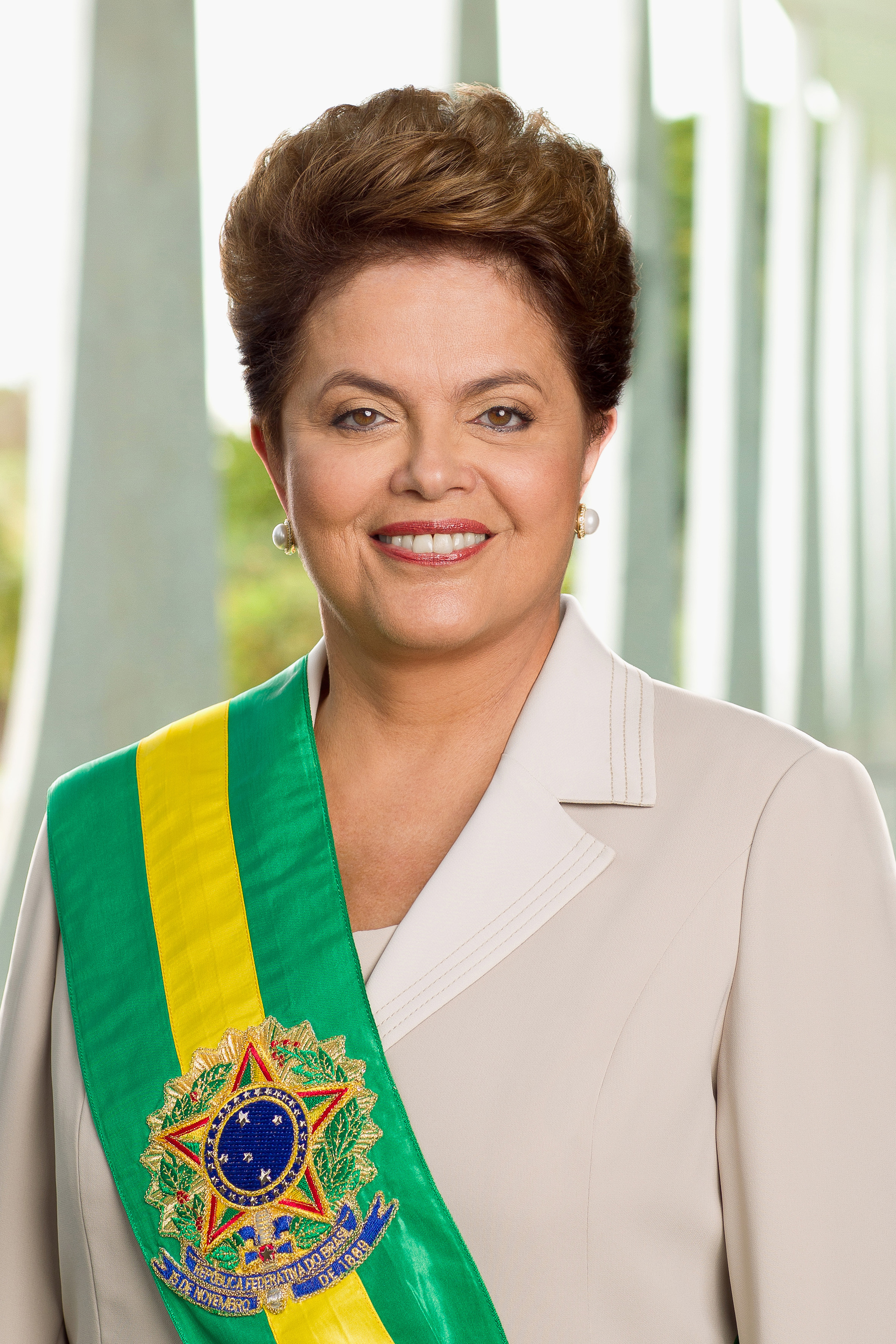
Dilma Rousseff

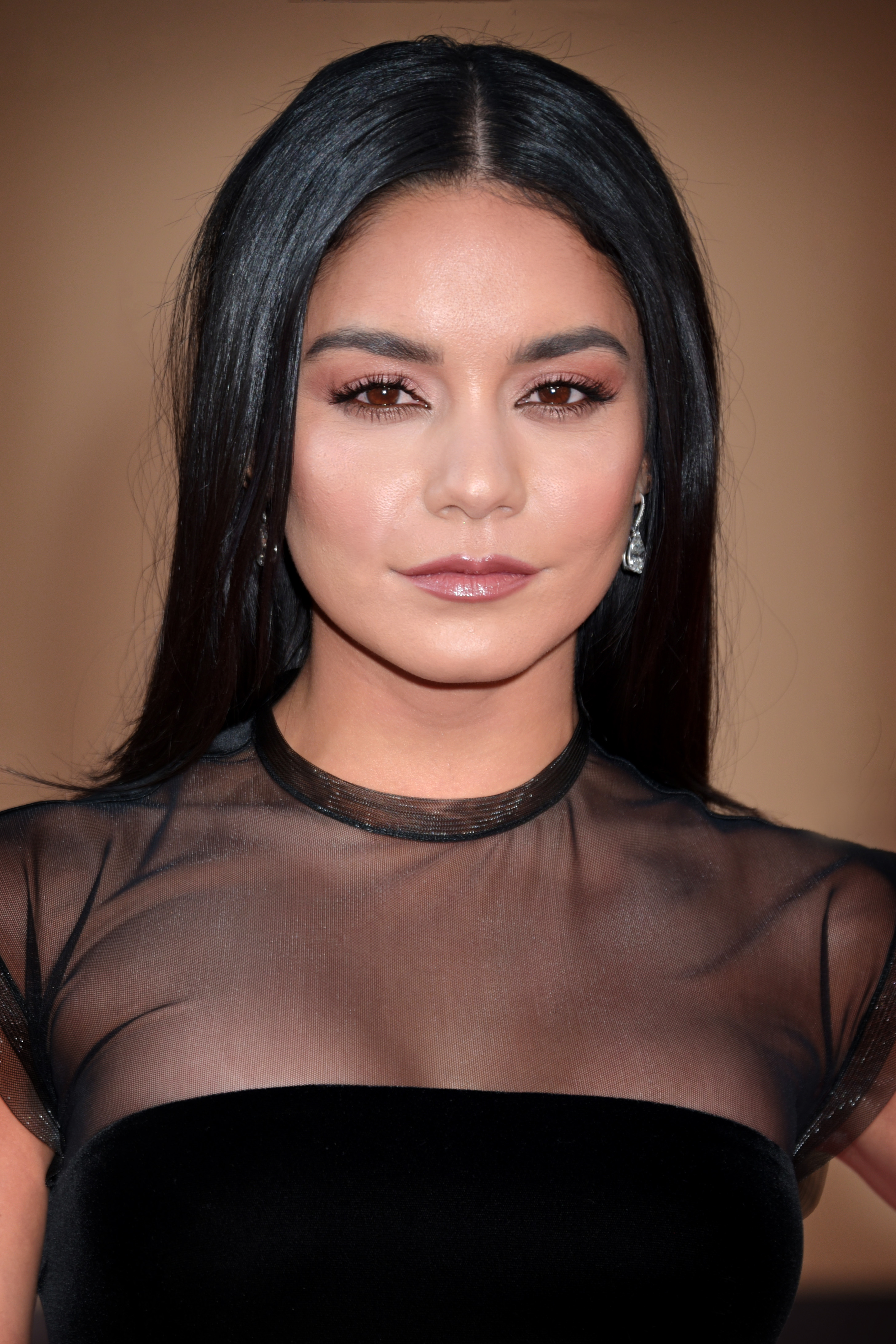
Vanessa Hudgens

### Anterior ao século XIX
- 1009 — Go-Suzaku, imperador do Japão (m. 1045).
- 1332 — Frederico III, Conde da Turíngia (m. 1381).
- 1503 — Nostradamus, astrólogo, médico e vidente francês (m.1566).
- 1546 — Tycho Brahe, astrônomo dinamarquês (m. 1601).
- 1559 — Lupercio Leonardo de Argensola, poeta, historiador e dramaturgo espanhol (m. 1613).
- 1625 — Barthélemy d'Herbelot, orientalista francês (m. 1695).
- 1631 — Anne Conway, filósofa inglesa (m. 1679).
- 1766 — José Acúrsio das Neves, político, historiador e ensaísta português (m. 1834).
- 1775 — Thomas Cochrane, 10º Conde de Dundonald (m. 1860).
- 1784 — Maria Antônia de Nápoles e Sicília, princesa das Astúrias (m. 1806).

### Século XIX
- 1824 — Pierre Puvis de Chavannes, pintor francês (m. 1898).
- 1867 — Ingibjörg H. Bjarnason, política e sufragista islandesa (m. 1941).
- 1883 — Morihei Ueshiba, mestre de artes marciais japonês (m. 1969).
- 1895 — Jorge VI do Reino Unido (m. 1952).
- 1896 — James Harold Doolittle, general estadunidense (m. 1993).
- 1897 — Lourenço de Jesus Maria José Vaz de Almada, político e historiador português (m. 1978).

### Século XX

#### 1901–1950
- 1901 — Henri Cochet, tenista francês (m. 1987).
- 1907 — Beatriz Costa, atriz portuguesa (m. 1996).
- 1909 — Edward Lawrie Tatum, microbiologista estadunidense (m. 1975).
- 1922 — Nicolay Basov, físico russo (m. 2001).
- 1930 — Suzanne Morrow, patinadora artística canadense (m. 2006).
- 1932 — Emilio Pignoli, bispo católico ítalo-brasileiro.
- 1933 — Eva Wilma, atriz brasileira (m. 2021).
- 1938 — Leonardo Boff, teólogo brasileiro.
- 1946 — Jane Birkin, atriz e cantora britânica (m. 2023).
- 1947 — Dilma Rousseff, economista e política brasileira, 36.° presidente do Brasil.
- 1949
  - Cliff Williams, músico australiano.
  - Bill Buckner, jogador de beisebol (m. 2019).

#### 1951–2000
- 1952 — Pedro Collor de Mello, empresário brasileiro (m. 1994).
- 1953
  - Luís Norton de Matos, ex-futebolista e treinador de futebol português.
  - Pedro Sbalchiero Neto, bispo brasileiro (m. 2007).
- 1960 — Chris Waddle, ex-futebolista britânico.
- 1962 — Yvonne Ryding, ex-modelo sueca.
- 1966
  - Fabrizio Giovanardi, automobilista italiano.
  - Lucrecia Martel, cineasta argentina.
- 1968 — Nuno Graciano, apresentador de televisão e político português (m. 2023).
- 1969 — Natascha McElhone, atriz britânica.
- 1970 — Jeff Pain, piloto de skeleton canadense.
- 1971 — Tia Texada, atriz, dubladora e cantora americana.
- 1976 — Rodrigo Phavanello, ator e ex-cantor brasileiro.
- 1978
  - Patty Schnyder, tenista suíça.
  - Enrico Toccacelo, automobilista italiano.
  - Fabrizio Lai, motociclista italiano.
  - Ellen Jabour, modelo e apresentadora brasileira.
  - Sophie Monk, cantora e atriz australiana.
- 1979 — Michael Owen, futebolista britânico.
- 1983
  - Mumuzinho, cantor e ator brasileiro.
  - Igor Rickli, ator brasileiro.
- 1984
  - D'Black, cantor e compositor brasileiro.
  - Jackson Rathbone, ator e cantor americano.
  - Mike Fuentes, baterista americano.
- 1985 — Jakub Błaszczykowski, futebolista polonês.
- 1987
  - Alex Gaskarth, cantor, compositor e músico britânico.
  - Aryane Steinkopf, modelo e nutricionista brasileira.
- 1988 — Vanessa Hudgens, atriz e cantora norte-americana.
- 1989 — Onew, cantor, ator e modelo sul-coreano.
- 1991 — Samantha Peszek, ginasta estadunidense.
- 1996
  - Barbie Ferreira, atriz e modelo brasilo-estadunidense.
  - Raphinha, futebolista brasileiro.

### Século XXI
- 2002 — Francisco Conceição, futebolista português.

## Mortes

### Anterior ao século XIX
- 0648 João de Sedre, patriarca de Antioquia
- 0872 — Papa Adriano II (n. 792).
- 1077 — Inês da Aquitânia, imperatriz do Sacro Império Romano-Germânico (n. 1025).
- 1293 — Axerafe Calil, sultão do Egito (n. 1262).
- 1311 — Margarida de Brabante, rainha da Germânia (n. 1276).
- 1343 — Ana de Áustria (n. 1318).
- 1542 — Jaime V da Escócia (n. 1512).
- 1591 — João da Cruz, frade e santo católico espanhol (n. 1542).
- 1624 — Charles Howard, 1.º Conde de Nottingham (n. 1536).
- 1710 — Henry Aldrich, teólogo e filósofo britânico (n. 1647).
- 1788
  - Carlos III de Espanha (n. 1716)
  - Carl Philipp Emanuel Bach, músico e professor alemão (n. 1714).
- 1799 — George Washington, político norte-americano (n. 1732).

### Século XIX
- 1825 — Carlos da Cunha e Meneses, cardeal português, sexto Patriarca de Lisboa (n. 1759).
- 1831 — Martin Baum, empresário e político estadunidense (n. 1765).
- 1861 — Alberto de Saxe-Coburgo-Gota, príncipe consorte do Reino Unido (n. 1819).
- 1873 — Jean Louis Rodolphe Agassiz, zoólogo e geólogo suíço (n. 1807).
- 1885 — Ernst Falkbeer, enxadrista austríaco (n. 1819).

### Século XX
- 1918 — Sidónio Pais, político português (n. 1872).
- 1963 — Dinah Washington, cantora e pianista norte-americana (n. 1924).
- 1966 — Ruben Berta, empresário brasileiro (n. 1907).
- 1980 — Elston Howard, jogador de beisebol americano (n. 1929).
- 1989 — Andrei Sakharov, físico nuclear soviético (n. 1921).
- 1999 — Maurício Chagas Bicalho, político brasileiro (n. 1913).

### Século XXI
- 2003 — Jeanne Crain, atriz estado-unidense (n. 1925).
- 2006 — Sivuca, músico brasileiro (n. 1930).
- 2008 — Ricardo Infante, futebolista argentino (n. 1924).
- 2009
  - Daniel Piscopo, político maltês (n. 1920).
  - Minami Keizi, quadrinista brasileiro (n. 1945).
- 2012 — Marion Stokes, bibliotecária e arquivista estadunidense (n. 1929).
- 2013 — Peter O'Toole, ator irlandês (n. 1932).
- 2016
  - Paulo Evaristo Arns, cardeal brasileiro (n. 1921).
  - Sónia Neves, atriz portuguesa (n. 1976).
  - Bernard Fox, ator britânico (n. 1927).
- 2020
  - Gérard Houllier, treinador e futebolista francês (n. 1947).
  - Marcelo Veiga, treinador e futebolista brasileiro (n. 1964).
  - Paulinho, cantor e percussionista brasileiro (n. 1952).

## Feriados e eventos cíclicos

### Brasil
• Dia nacional e mundial do Macaco
- Dia do Ministério Público.
- Dia do Engenheiro de Pesca.
- Dia Nacional de Combate à Pobreza
- Aniversário da emancipação política do município de Balneário Piçarras - Santa Catarina.
- Aniversário da emancipação política do município de Caieiras - São Paulo.
- Aniversário da emancipação política do município de Juara - Mato Grosso.
- Aniversário do município de Jundiaí - São Paulo.
- Aniversário do município de Três Rios - Rio de Janeiro.
- Aniversário do município de Francisco Macedo - Piauí.
- Aniversário do município de Toledo - Paraná.
- Aniversário do município de Borrazópolis - Paraná.
- Aniversário do município de Cruz Machado - Paraná.
- Aniversário do município de Jandaia do Sul - Paraná.
- Aniversário do município de Pato Branco - Paraná.
- Aniversário do município de Nova Fátima - Paraná.
- Aniversário do município de Terra Roxa - Paraná.
- Aniversário do município de Marilândia do Sul - Paraná.
- Aniversário do município de Francisco Macedo - Piauí.
- Mazembe Day.

### Cristianismo
- Espiridão
- João da Cruz
- Nimatullah Kassab Al-Hardini
- Venâncio Fortunato

## Outros calendários
- No calendário romano era o 19.º dia (XIX) antes das calendas de janeiro.
- No calendário litúrgico tem a letra dominical E para o dia da semana.
- No calendário gregoriano a epacta do dia é vii.